# Liste der Kulturdenkmäler in Höhfröschen
In der Liste der Kulturdenkmäler in Höhfröschen sind alle Kulturdenkmäler der rheinland-pfälzischen Ortsgemeinde Höhfröschen aufgeführt. Grundlage ist die Denkmalliste des Landes Rheinland-Pfalz (Stand: 31.  August 2023).

## Einzeldenkmäler
| Bezeichnung          | Lage                                           | Baujahr | Beschreibung                                                        | Bild            |
| -------------------- | ---------------------------------------------- | ------- | ------------------------------------------------------------------- | --------------- |
| Kriegerdenkmal       | Hauptstraße, Ecke Brückenberger Straße Lage    |         | Kriegerdenkmal 1914/18                                              | Fotos hochladen |
| Glockenturm          | Hauptstraße, bei Nr. 38 Lage                   | 186[x]  | Glockenturm, bezeichnet 186[x]                                      | Fotos hochladen |
| Villa                | Hauptstraße 70/70a Lage                        | um 1920 | stattliche Villa; kubischer Walmdachbau, Reformarchitektur, um 1920 | Fotos hochladen |
| Schonenbacher Tränke | nordwestlich des Ortes; Flur Neu Fröschen Lage |         | angeblich Viehtränke des wüstgefallenen Dorfes Schonenbach          | Fotos hochladen |